# Davichi
Davichi (hangeul: 다비치) est un duo sud-coréen de ballades pop formé en 2008 par Core Contents Media. Le duo se compose de Lee Haeri et Kang Minkyung. Selon l'explication de Lee Haeri dans Pops in Seoul, le nom du duo dérive des mots coréens da bichi (다 비치) qui signifie "brillant sur tout", ce qui illustre leur désir de répandre leur voix dans le monde entier.

## Carrière

### 2008–2010: Débuts,Amaranth,Davichi in WonderlandetInnocence
Le duo sort leur premier album studio Amaranth le 4 février 2008. La chanson promotionnelle "I Hate You, I Love You" a remporté le prix du "Rookie du Mois (février)" lors des Cyworld Digital Music Awards. Après avoir terminé la promotion de "I Hate You, I Love You", le duo a commencé celle de "Sad Promise". Le 8 juillet 2008, le duo sort une édition repackage de leur premier album, Vivid Summer Edition, avec "Love and War" comme single promotionnel.
Dans les derniers mois de 2008, Davichi a gagné le prix du "Meilleur nouvel artiste" aux Mnet Asian Music Awards, aux Golden Disk Awards ainsi qu'aux Seoul Music Awards,,.
Le 5 mars 2009, Davichi sortent leur premier EP nommé Davichi in Wonderland, avec le single porteur "8282". La chanson a bien marché et a prolongé le succès du duo dans les charts.
Le 30 avril 2010, il a été annoncé que Davichi sortiraient leur deuxième EP, Innocence, avec le single principal "Time, Please Stop". Le 6 mai 2010, l'EP sort publiquement. Le vidéoclip de "Time, Please Stop", où Eunjung de T-ara apparaissait, est sorti trois jours après.

### 2011–2012:Love Delight
Le 16 août 2011, il a été annoncé que Davichi sortiraient leur troisième EP intitulé Love Delight, plus tard dans le mois. Le 27 août 2011, le label du duo, Core Contents Media, a révélé que l'album entier a fuité sur Internet. Malgré la propagation rapide de la fuite, l'agence n'a pas souhaité changer la date de sortie de l'album. Le 29 août 2011, Davichi sortent leur troisième EP et le vidéoclip du single principal "Don't Say Goodbye". La chanson est restée première dans le Gaon Digital Chart et le Billboard K-Pop Hot 100 pendant trois semaines.
Le 7 octobre 2012, il a été annoncé que les membres de Davichi allaient quitter leur agence pour former leur label indépendant. Cependant, moins d'un mois après, il a été révélé que le duo a annulé cette décision et a renouvelé ses contrats avec Core Contents Media.

### 2013:Mystic Ballad,Be WarmedetMemories of Summer&Code
Le 27 février 2013, Davichi ont sorti des photos pour leur deuxième album studio Mystic Ballad. Les photos informaient les fans sur la date de sortie, qui est le 20 mars 2013, mais également sur le fait qu'elles travailleraient avec des artistes comme Duble Sidekick, Verbal Jint, Jung Suk Won et Ryu Jae Hyun. Le 3 mars 2013, Davichi ont pré-sorti le vidéoclip du morceau "Turtle", où l'on voit Hyoyoung du groupe 5dolls. La chanson s'est placée à la première place du Gaon Singles Chart. Le 18 mars 2013, Davichi ont sorti le vidéoclip de leur chanson-phare "Just the Two of Us". L'album Mystic Ballad est sorti quelques heures après. La promotion pour "Just the Two of Us" a commencé le 21 mars 2013 au M! Countdown. Le 28 mars 2013, "Just the Two of Us" a sécurisé la 15e victoire de Davichi sur les émissions musicales.
Le 1er avril 2013, Davichi sortent le single digital "Be Warmed (ft. Verbal Jint)", ainsi que son vidéoclip. La chanson devait originellement être sur Mystic Ballad, mais a été retirée pour des raisons inconnues. La chanson a rencontré un succès immédiat en Corée du Sud.
Le 27 juin 2013, il a été annoncé que Davichi reviendraient avec un single digital le 4 juillet 2013. Le single, Memories of Summer, contient la piste titre "Because I Miss You Today", produite par Choi Kyu Sung.
Le 4 novembre 2013, Davichi annoncent qu'elles reviendraient avec Code le 12 novembre. Le duo a révélé la jaquette de l'album le même jour, dévoilant un nouveau concept chic et mature.

### 2014:Don't Move,PillowetAgain
Le 23 février 2014, il a été annoncé que le contrat de Davichi avait expiré et qu'un renouvellement avec Core Contents Media semblait peu probable. Plus tard, il a été dit que le duo n'avait en effet pas re-signé, mais qu'elles sortiraient un album studio final avec l'agence.
Le 4 juin 2014, elles sortent "Again", en featuring avec Kim Taemin, Park Sangwon et Seunghee de F-ve Dolls. Le 18 juin 2014, Davichi sortent "Pillow", une ancienne chanson datant de leurs débuts mais qui n'avait pas été sortie.
Le 3 juillet 2014, Davichi sort "Don't Move", leur dernier vidéoclip sous Core Contents Media, en featuring avec Dani de T-ara N4 et Sungnim de SPEED.
Le 13 juillet 2014, Davichi sortent "괜찮아 사랑이야" (alias "It's Okay, It's Love"), qui est dans le drama de SBS "It's Okay, That's Love".
Le 17 juillet 2014, Davichi signent un contrat exclusif avec CJ E&M une fois que ceux faits avec Core Contents Media aient expiré.

### 2015:Davichi Hug
Le 13 janvier 2015, CJ E&M a annoncé que Davichi sortirait un mini-album nommé Davichi Hug et tiendrait un showcase le 21 janvier. Le même jour, elles ont sorti des images teaser pour leur comeback, ainsi qu'un teaser pour le vidéoclip de la chanson titre Crying Again. Le lendemain, elles ont révélé que le mini-album se composerait de cinq chansons et aura deux titres pistes, qui sont Crying Again et Sorry, I'm Happy. Le clip de Crying Again est sorti le 21 janvier, alors que celui de Sorry, I'm Happy est sorti le 23. Le mini-album est sorti sous le label MMO Entertainment de CJ E&M.
Le 16 décembre 2015, elles sortent le nouveau single digital "화이트(WHITE)" en featuring avec Jay Park sous le label B2M Entertainment.

### 2016:50 x Half
Le 28 septembre, Davichi sort des images teaser pour leur sixième mini-album, 50 x Half, qui sortira le 13 octobre. Le 29 septembre, Davichi sort des trailers individuels du comeback. Le 3 octobre, Davichi sortent des images teaser individuelles du concept. Le 4 octobre, Davichi sort le trailer du comeback du groupe. Le 9 octobre, Davichi sortent le teaser du vidéoclip du single principal "Beside Me". Le 11 octobre, le duo sort une preview de l'album. Le 13 octobre, 50 x Half sort ainsi que le vidéoclip de "Beside Me".

## Concerts
- Davichi 1st Concert "The Premiere Wide Hole" In Seoul (2009)
- Davichi Christmas Concert In Seoul (2010)
- Davichi Concert "To Send" (2011)
- Davichi Code (2013)
- Davichi Concert "Winter Hug" (2015)

## Discographie

### Albums studio
- Amaranth (2008)
- Mystic Ballad (2013)
- &10 (2018)

### Mini-albums
- Davichi in Wonderland (2009)
- Innocence (2010)
- Love Delight (2011)
- 6,7 (2014)
- Davichi Hug (2015)
- 50 x Half (2016)